# Giordan Watson
Giordan Watson, né le 24 octobre 1985, à Détroit, au Michigan, est un joueur américain naturalisé roumain de basket-ball. Il évolue au poste de meneur.

## Palmarès
- Coupe de Roumanie 2014
- Champion d'Islande 2012
- Coupe d'Islande 2011
- Supercoupe d'Islande 2011